# Otto Weber (peintre)
Pour les articles homonymes, voir Weber.
 (octobre 2013).
Si vous disposez d'ouvrages ou d'articles de référence ou si vous connaissez des sites web de qualité traitant du thème abordé ici, merci de compléter l'article en donnant les références utiles à sa vérifiabilité et en les liant à la section « Notes et références ».
Otto Weber, né à Berlin en 1832, mort à Londres le 23 décembre 1888, est un peintre de genre, de paysage et un graveur prussien.

## Biographie
Otto Weber est né à Berlin en 1832.

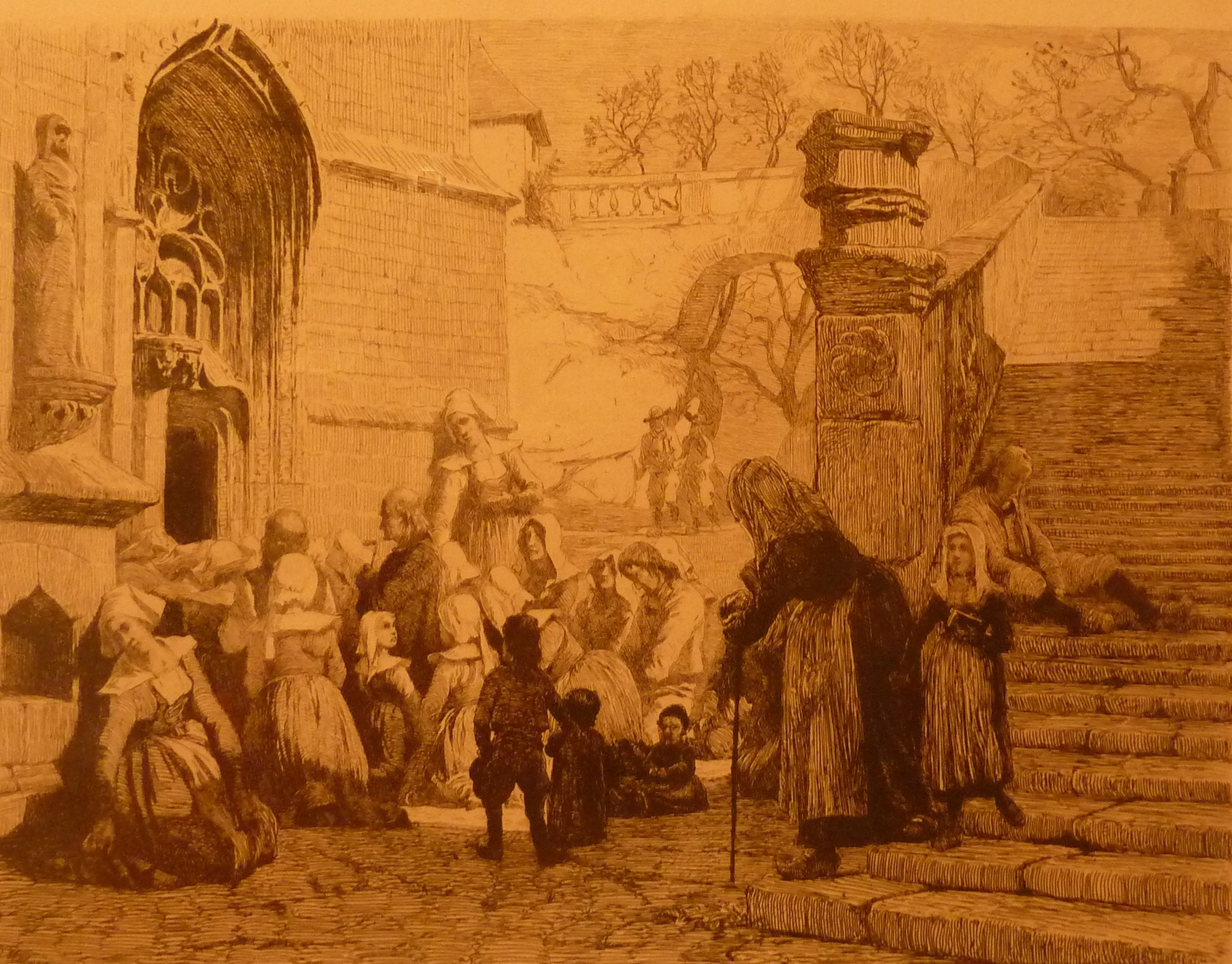
Pardon breton près Le Faouët (1864, eau-forte, Musée du Faouët).

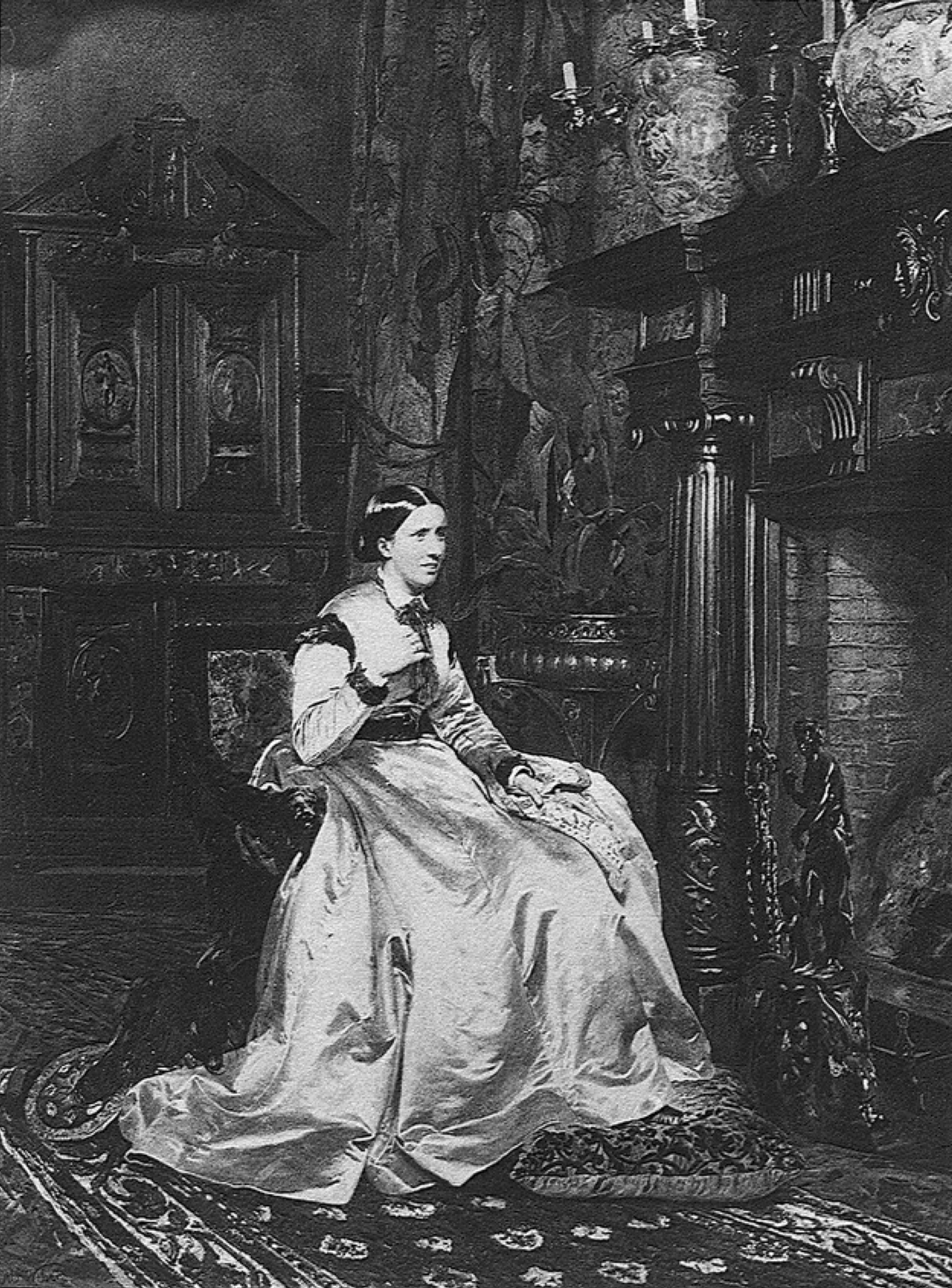
Portrait de l'artiste Camille Moreau-Nélaton, assise, par Otto Weber

Vers 1860, il est l'élève de Carl Steffeck (1818-1890) à Berlin et de Thomas Couture (1815-1879) à Paris.
En 1863-1864, il voyage en Bretagne où il peint des scènes de genre et de la vie quotidienne dans un esprit romantique. Il débute au Salon de 1864 avec sa toile, Noce à Pont-Aven.
Il participe aux Salons de Paris où il remporte des médailles en 1864 et 1869.
Durant sa période parisienne, il est membre de la Société des aquafortistes et produit quelques eaux-fortes.
Otto Weber est également un peintre animalier. Son tableau La curée du chevreuil, acquis par l'État français, est conservé au musée d'Orsay à Paris.
La guerre franco-allemande de 1870 l'oblige à quitter la France. Il voyage alors en Italie et séjourne à Rome en 1871.
Il s'installe à Londres en 1872 sur l'invitation de la reine Victoria. Il devient alors peintre de la reine et expose à la Royal Academy of Arts.

## Œuvres
La liste ci-après est très incomplète :
- Pardon breton près Le Faouët (1864, eau-forte, Musée du Faouët)
- Retour de l'église [sortie de messe à la chapelle de Trémalo] (1864, huile sur toile, musée de Pont-Aven).

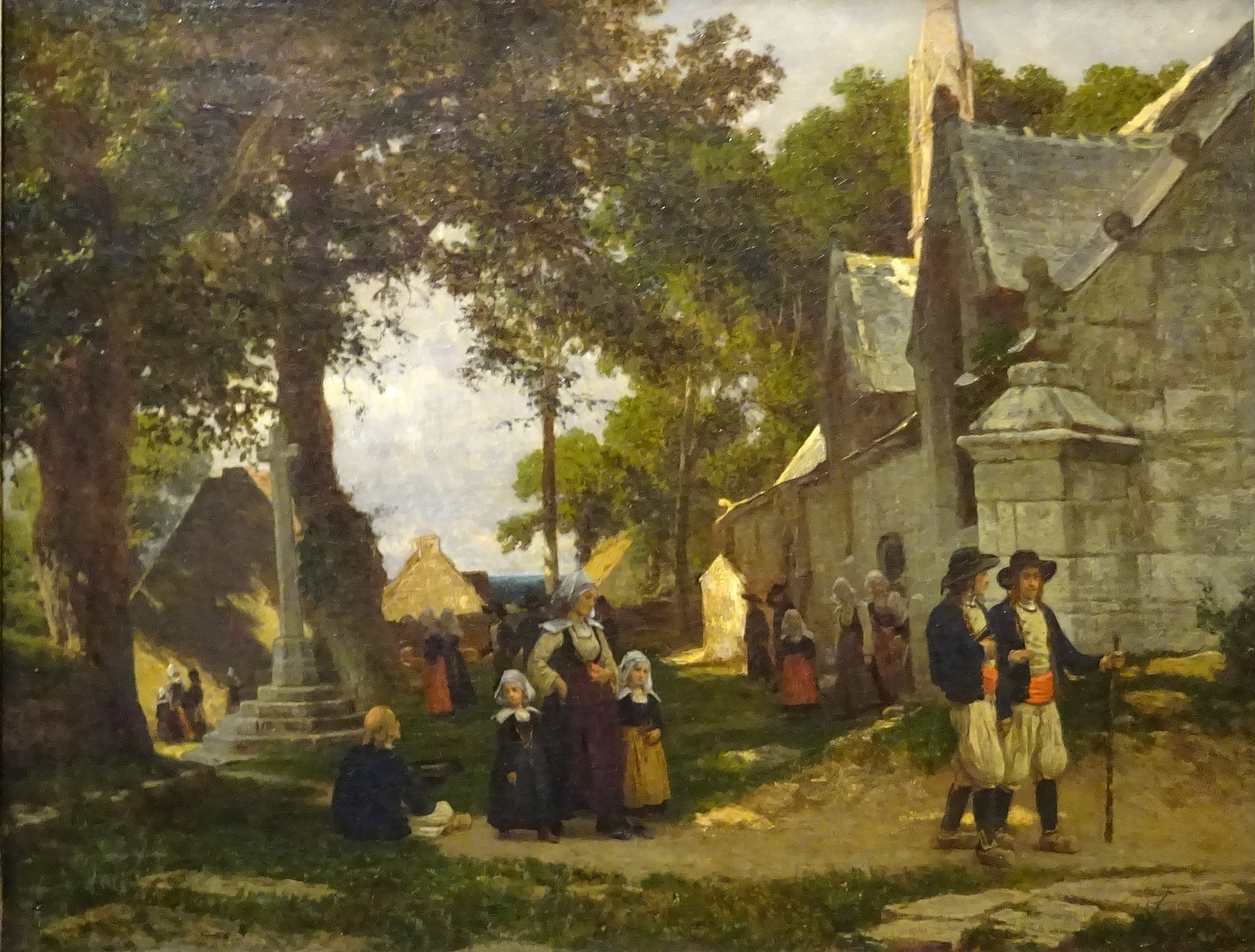
Otto Weber : Retour de l'église [sortie de messe à la chapelle de Trémalo] (1864, huile sur toile, musée de Pont-Aven).
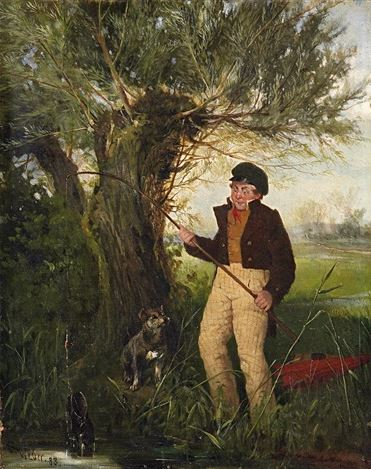
Le succès du pêcheur (The Successful Catch).
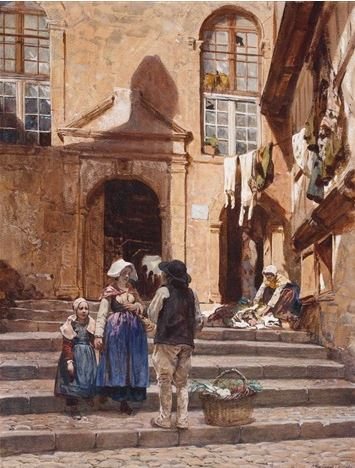
The Greengrocer.
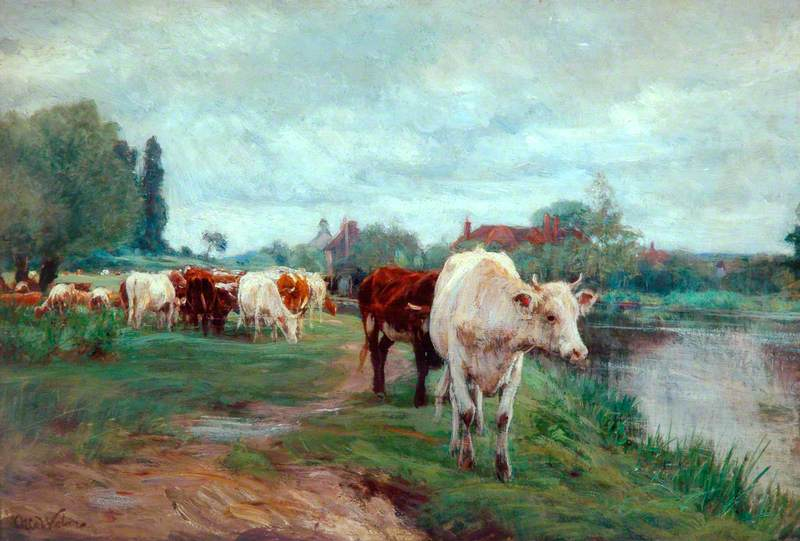
Bétail (Cattle).